# الدين في ألمانيا
<div style="border:solid transparent;position:absolute;width:100px;line-height:0;
الدين في ألمانيا حسب مسح الوكالة الفيدرالية للهجرة عام 2015 

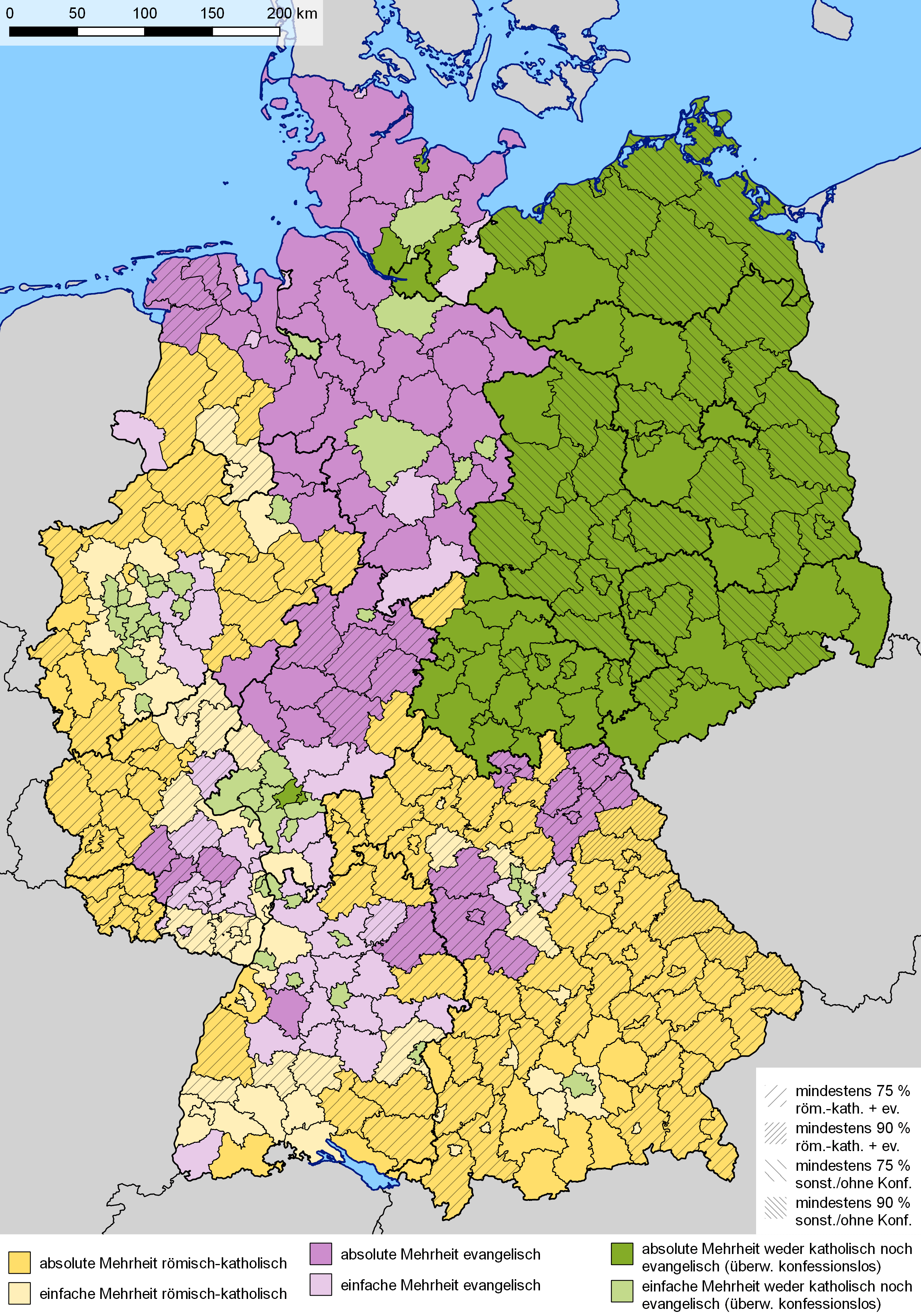
خريطة الدينية في ألمانيا الاخضر غامق أكثر من %50 لادينية، البنفسجي الغامق أكثر من %50 بروتستانتية، الاصفر الغامق أكثر من %50 كاثوليكية.

يـكفل القانون الأساسي للجمهورية الألمانية حرية الأديان. لا توجد أقليات دينية مضطهدة رسميا. هناك اتفاقيات بين الحكومة الإتحادية والكنيستين الكاثوليكية والإنجيلية والذي يتلقى بموجبه أبناء هذين المذهبين دروسا دينية في المدارس الحكومية. وتعوض الحكومة هذه الدروس باقتطاع نسبة ضريبية على السكان من أبناء هذه المذاهب. قامت الحكومة الإتحادية بعقد اتفاقيات مماثلة مع أبناء الطائفة اليهودية، عن طريق المجلس المركزي لليهود في ألمانيا.
الاحصائات الدينية قد تختلف من عام إلى عام ومن مكان إلى اخر والتركيبة السكانية للدين في ألمانيا تختلف اختلافا كبيرا حسب المنطقة والعمر اجمالاً اغلبيه سكان ألمانيا يدينون بمسيحية كديانة.
المسيحية هي أكبر ديانة في ألمانيا. تم إدخالها إلى منطقة ألمانيا الحديثة بحلول عام 300م، بينما كانت أجزاء من تلك المنطقة تابعة للإمبراطورية الرومانية، ولاحقًا، عندما تحول الفرنجة والقبائل الجرمانية الأخرى إلى المسيحية اعتبارًا من القرن الخامس فصاعدًا. أصبحت المنطقة مسيحية بالكامل في عهد شارلمان في القرنين الثامن والتاسع. بعد الإصلاح الذي بدأه مارتن لوثر في أوائل القرن السادس عشر، ترك العديد من الناس الكنيسة الكاثوليكية وأصبحوا بروتستانت، وخاصة اللوثريين والكالفينيين. في القرنين السابع عشر والثامن عشر، أصبحت المدن الألمانية أيضًا مراكز للتفكير الحر الهرطقي وأحيانًا المناهض للدين، مما يتحدى تأثير الدين ويساهم في انتشار التفكير العلماني حول الأخلاق عبر ألمانيا وأوروبا.
في عام 2021، كان حوالي 52.7% من السكان مسيحيين، منهم 49.7% أعضاء في الكنيستين المسيحيتين الكبيرتين. حوالي نصف المسيحيين في ألمانيا هم من الكاثوليك، ومعظمهم من الروم الكاثوليك؛ الكاثوليكية أقوى في الجزء الجنوبي والغربي من البلاد. ينتمي حوالي النصف إلى الكنيسة البروتستانتية في ألمانيا السائدة في المناطق الشمالية، والباقي إلى عدة طوائف مسيحية صغيرة مثل اتحاد الكنائس الإنجيلية الحرة في ألمانيا، أو الكنيسة الأرثوذكسية الشرقية أو شهود يهوه. تتراوح تقديرات نسبة المسلمين بين 3.6% و 6.7 %،  في حين أن الديانات الأصغر بكثير تشمل البوذية واليهودية والهندوسية واليزيدية.  بقية السكان لا ينتمون إلى أي كنيسة، والعديد منهم ملحدين، أو لا أدريين، أو لا دينيين. يقول 60% من المقيمين الألمان أنهم يؤمنون بوجود إله، ويقول 9% أنهم يؤمنون بوجود قوة عليا أو قوة روحية، ويقول 27% أنهم لا يؤمنون بوجود إله أو قوة عليا أو قوة روحية. وفي استطلاع آخر، قال 44% أنهم يؤمنون بوجود إله، وقال 25% إنهم يؤمنون بوجود نوع ما من الروح أو قوة الحياة، وقال 27% إنهم لا يؤمنون بوجود أي نوع من الروح أو الله أو قوة الحياة. 35% من السكان يتعاطفون مع دينهم أو معتقدهم. وجد استطلاع ديني أجرته مؤسسة IPSOS لعام 2023 أن 24% من الألمان تم تصنيفهم على أنهم بروتستانت/إنجيليين بينما تم تحديد 20% على أنهم كاثوليك.
ما يقرب من نصف الألمان ليس لديهم دين. تختلف التركيبة السكانية الدينية في ألمانيا بشكل كبير حسب المنطقة والعمر، مع وجود انقسامات حادة تعكس تاريخ البلاد كمركز للتنوير وتجاربها اللاحقة مع شيوعية ما بعد الحرب. يمثل الأشخاص غير المتدينين عادةً الأغلبية في المدن الكبرى في ألمانيا، بما في ذلك برلين وهامبورغ وبريمن وميونيخ وكولونيا والأغلبية المطلقة بنسبة 70-80٪ في الولايات الشرقية لما كان يُعرف بألمانيا الشرقية بين عامي 1949 و1990. على النقيض من ذلك، المناطق الريفية في الولايات الغربية من ما كانت عليه في نفس الفترة ألمانيا الغربية هم أكثر تديناً، وبعض المناطق الريفية شديدة التدين.

## الإيمان
وفقًا لمسح أجراه مركز بيو للأبحاث في عام 2017.
- 60% نؤمن بوجود الله (التوحيد).
- نؤمن بوجود روح خارقة أو قوة اعلى أو الله %9.
- لا نؤمن بالله أو بروح خارقة %27.
- غير مصرح %4.

## الضريبة على الدين
يجب على كل ألماني أن يعلن دينه في الخدمة الضريبية، حيث يتم فرض حوالي ٪8 من ضريبة الدخل من قبل الكنيسة التي ينتمي إليها. ويعتبر الكاثوليكي أو البروتستانتي أي شخص يجري تعميده.
وللإعفاء من هذه الضريبة ينبغي من الشخص الراغب في ذلك الخروج من الكنيسة (Kirchenaustritt)، وهذا يعني أن يتم شطبه من سجلات المعمودية مقابل دفع حوالي 50 يورو. وتمثل حصيلة هذه الضريبة حوالي 500 يورو عن 40 الف يورو من الدخل السنوي. وتفرض الدولة هذه الضريبة من مصدر الدخل تلقائيا مقابل حصة بسيطة من تكاليف الاسترداد.
- على عكس الكنائس المسيحية، لا تجمع أي منظمة إسلامية الضرائب على تابيعيها.[15][16]

## الدين في ولايات ألمانيا
دين في ولايات ألمانيا حسب عام 2016.
| الولاية                | البروتستانتية | الكاثوليكية | لادينية | الاسلام | اخرى |
| ---------------------- | ------------- | ----------- | ------- | ------- | ---- |
| بادن-فورتمبيرغ         | 37.6%         | 40.6%       | 16.4%   | 2.5%    | 3.0% |
| هامبورغ                | 34.3%         | 9.0%        | 44.1%   | 10.9%   | 1.7% |
| هسن                    | 50.2%         | 21.7%       | 22.2%   | 3.8%    | 2.1% |
| بريمن                  | 51.8%         | 7.8%        | 39.1%   | 0.0%    | 1.3% |
| شمال الراين – وستفاليا | 30.9%         | 44.6%       | 18.1%   | 4.4%    | 2.0% |
| بافاريا                | 23.4%         | 58.6%       | 15.6%   | 1.1%    | 1.3% |
| برلين الشرقية          | 14.3%         | 7.5%        | 74.3%   | 1.5%    | 2.4% |
| برلين الغربية          | 32.0%         | 12.4%       | 43.5%   | 8.5%    | 3.5% |
| براندنبورغ             | 24.9%         | 3.5%        | 69.9%   | 0.0%    | 1.5% |
| سكسونيا السفلى         | 53.8%         | 18.7%       | 24.1%   | 2.5%    | 0.9% |
| ميكلينبورغ-فوربومرن    | 24.9%         | 3.9%        | 70.0%   | 0.3%    | 0.9% |
| ساكسونيا               | 27.6%         | 4.0%        | 66.9%   | 0.3%    | 1.1% |
| راينلاند               | 34.8%         | 42.4%       | 19.6%   | 1.0%    | 2.1% |
| ساكسونيا أنهالت        | 18.8%         | 5.1%        | 74.7%   | 0.3%    | 1.2% |
| تورنغن                 | 27.8%         | 9.5%        | 61.2%   | 0.0%    | 1.5% |
| شليسفغ-هولسشتاين       | 61.5%         | 3.2%        | 31.3%   | 2.2%    | 1.7% |
| سارلاند                | 22.3%         | 68.1%       | 8.2%    | 1.4%    | 0.0% |
| ألمانيا                | 34.5%         | 32.2%       | 29.0%   | 2.5%    | 1.8% |

## وصلات خارجية
- - بوابة ألمانيا العصرية المتعددة اللغات (موقع حكومي)